# Anton Dominik Fernkorn

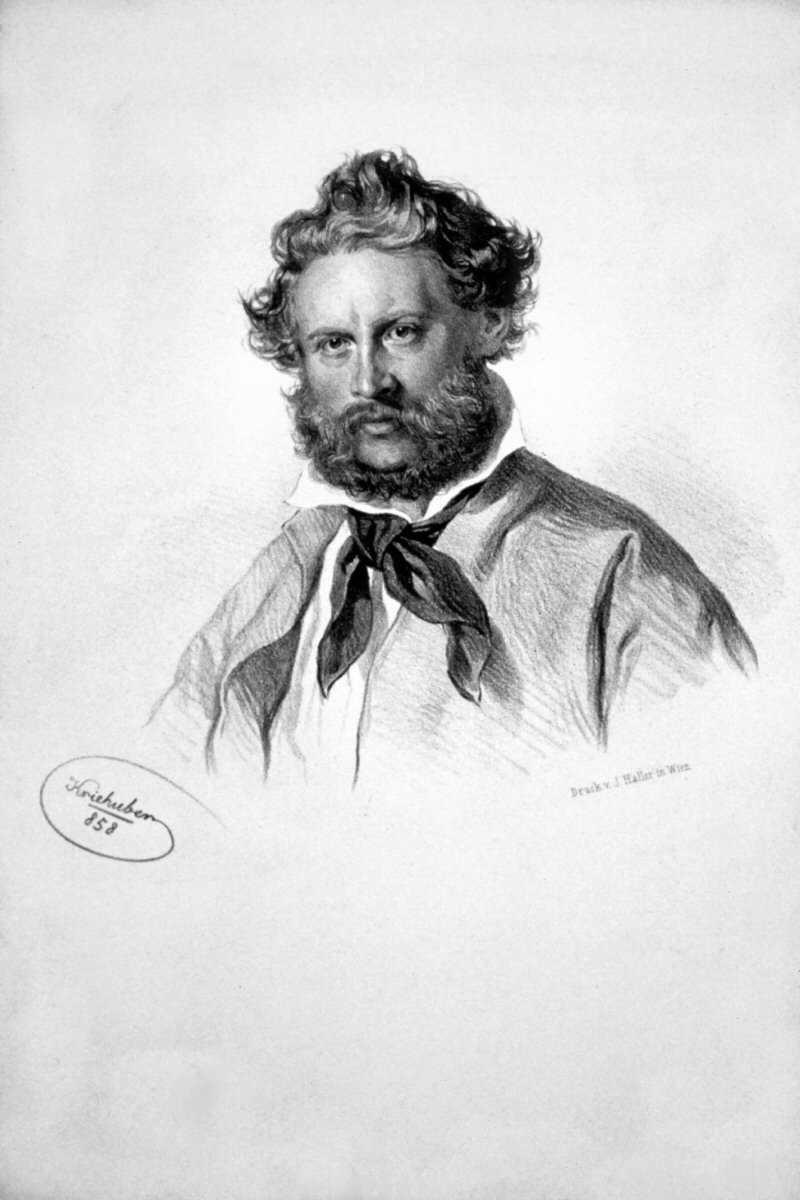
Anton Dominik Fernkorn, litografi av Josef Kriehuber 1858.

Anton Dominik Ritter von Fernkorn, född 17 mars 1813 i Erfurt, död 16 november 1878 i Wien, var en tysk-österrikisk skulptör, framförallt verksam i dåvarande kejsardömet Österrike och sedermera Österrike-Ungern. 

## Biografi
Åren 1836–40 studerade Anton Dominik Fernkorn till skulptör hos Johann Baptist Stiglmaier och Ludwig Schwanthaler i München. Sedan hans första verk, en skulptur av Sankt Göran och draken för palatset Montenuovo, väckt uppmärksamhet utnämnde den österrikiska regeringen honom till chef för det kejserliga bronsgjuteriet i Wien.
I sitt arbete förenade han akademisk realism med nyklassism och barock. Han arbetade huvudsakligen i brons. 
Anton Dominik Fernkorn är begravd på centralkyrkogården i Wien.

## Fotogalleri

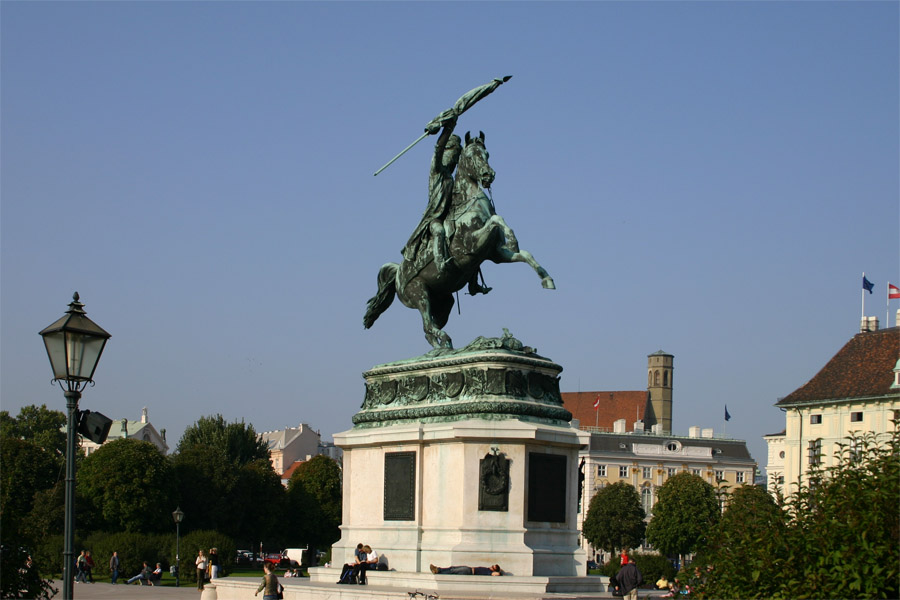
Ryttarstaty föreställande Karl av Österrike på Heldenplatz i Wien.
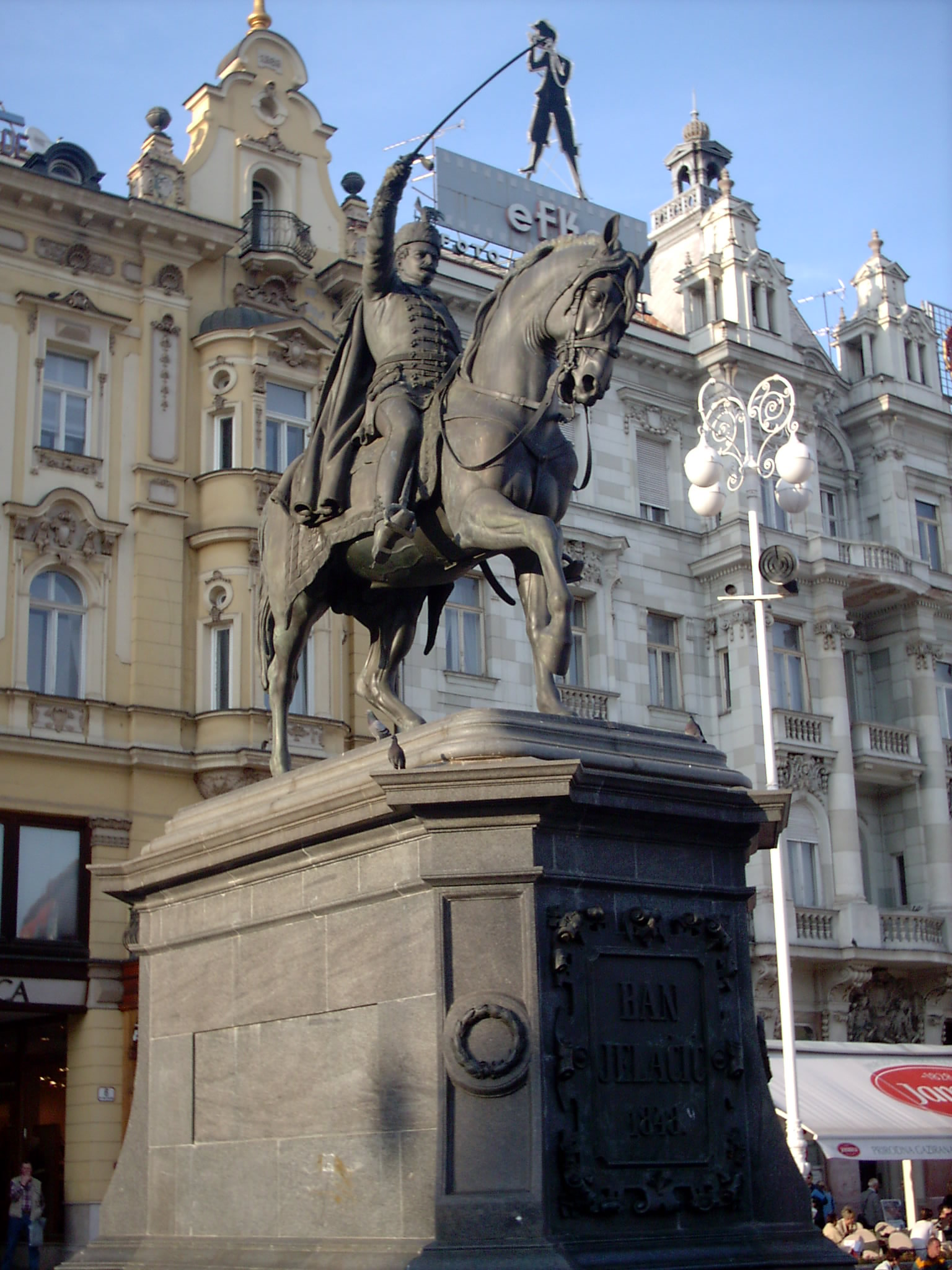
Ryttarstaty föreställande Josip Jelačić på Ban Jelačićs torg i Zagreb.
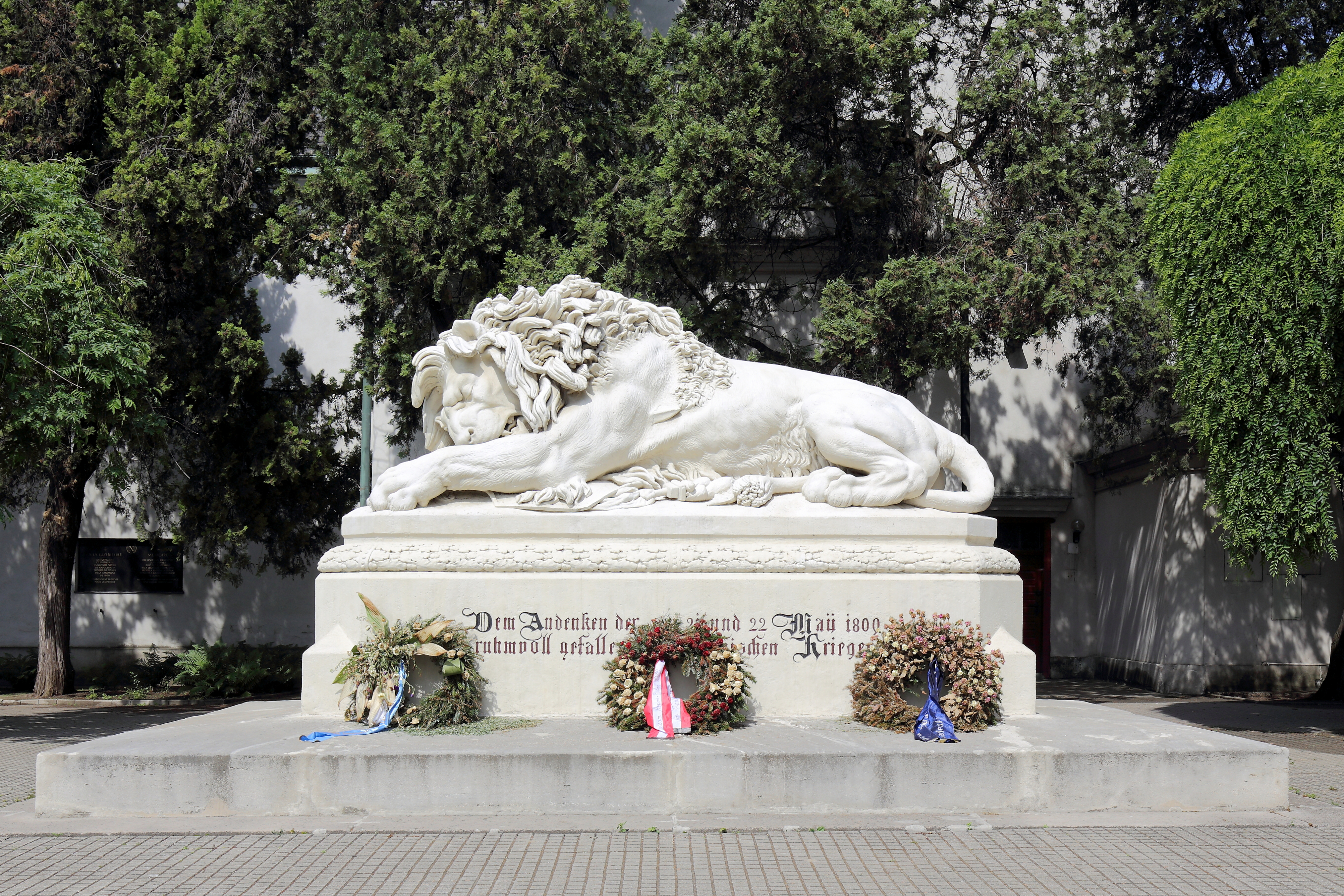
Asperns lejon.
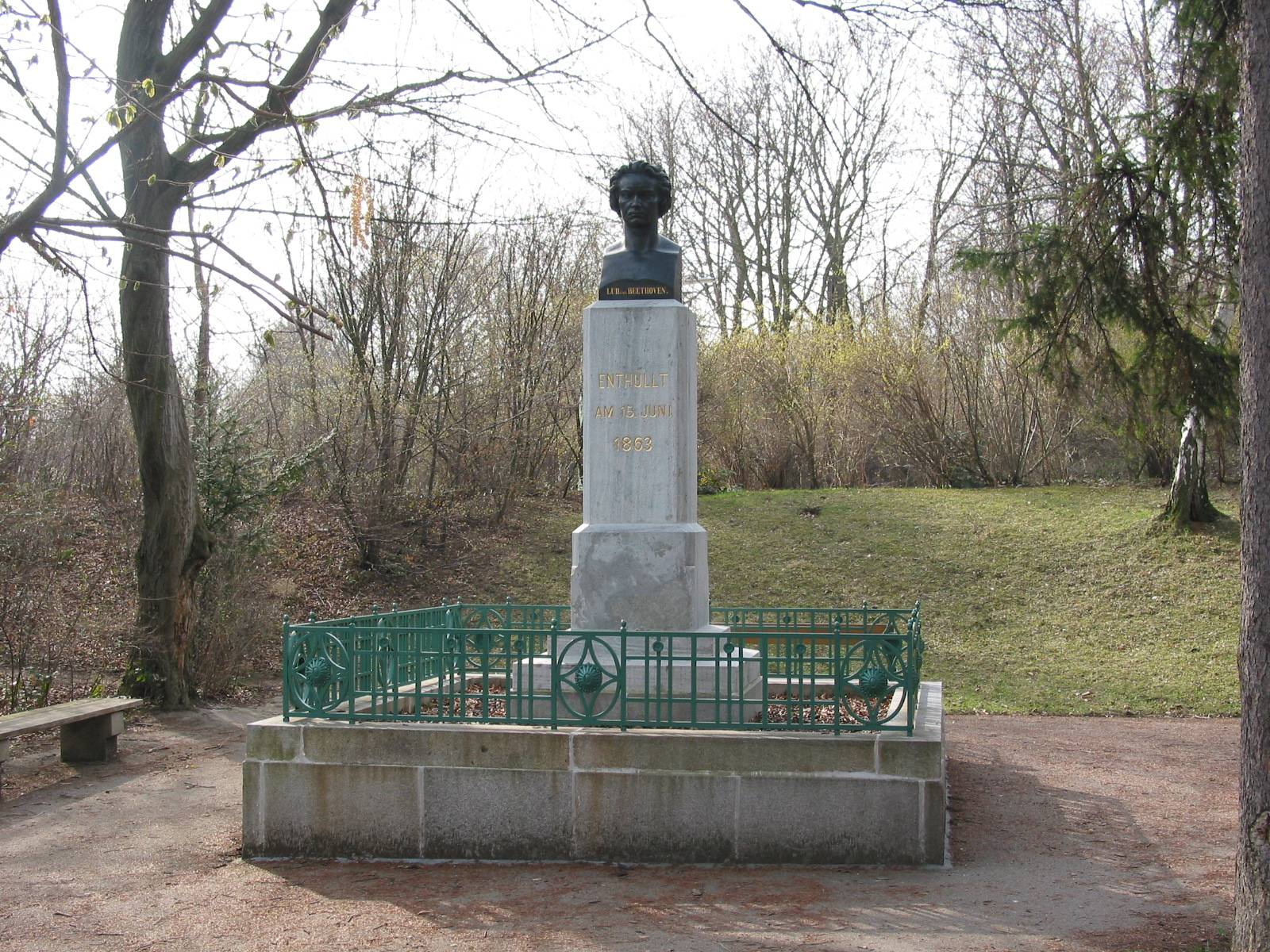
Byst av Ludwig van Beethoven i Wien.